# 天舟五号
天舟五号货运飞船是天舟系列货运飞船的第五次飞行任务，于2022年11月12日10时03分使用长征七号运载火箭从中国文昌航天发射场发射升空，并采取自主快速交會對接模式，于12时10分与空間站組合體在軌完成快速自主交会对接，从发射入轨至对接全程仅用时2小时07分，创造了当时（截至2022年）全球所有航天器与在轨运行空间站交会对接的最短时间记录。2023年9月11日，天舟五号撤离空间站组合体；9月12日，飞船受控再入大气层，任务结束。
執行本次任務的天舟五號飛船是天宮號空間站的第九个对接组件、第七艘到訪航天器以及第四艘無人貨運飛船。本次任务是空间站一期工程舱段建造完成后的首次货运任务，同时也是空间站建造阶段的最后一次货运补给任务，此后空间站将全面转入常态化运营阶段。

## 任务历史
2022年3月30日，天舟五号货运飞船搭载项目建议书评审会在北京召开，以探讨天舟五号任务的实验搭载项目。此次评审会审议的10个项目中包括澳门学生科普卫星一号、“连理”立方星等5个立方星搭载项目，以及宇航氢氧燃料电池能源系统、肿瘤模型空间3D打印与培养系统等5个试验项目。
2022年8月27日，搭载天舟五号货运飞船的康恒昌盛轮自天津港出发，并于9月4日靠泊清澜港。2022年9月5日，天舟五号货运飞船运抵文昌航天发射场505厂房。
2022年10月11日，执行天舟五号飞行任务的长征七号遥六运载火箭运抵文昌航天发射场。
2022年11月9日，天舟五号货运飞船与长征七号遥六运载火箭组合体垂直转运至发射区。10日下午，完成发射前系统间全区合练。該此發射天舟五號共搭載6.7吨物资（货物约5吨，补加推进剂约1.4吨），其中包括中国首台空间应用燃料电池以及澳门学生科普卫星一号。
2022年11月12日10时03分，天舟五号货运飞船发射升空，12时10分成功对接于天宫空间站天和核心舱后向端口，此次任务中，首次实现了两小时自主快速交会对接。天舟五号从发射升空到成功对接于天宫空间站仅用时2小时07分，创造了全球所有航天器与在轨运行空间站交會對接的最短时间记录。此前该记录为3小时03分，由联盟MS-17号飞船于2020年10月14日创下。
2022年11月13日14时18分，神舟十四号航天员乘组开启天舟五号货物舱舱门，并于15时03分进入天舟五号货运飞船，这是中国航天员首次在空间站迎接货运飞船来访。
2023年5月5日15时26分，天舟五号货运飞船撤离空间站组合体，转入独立飞行阶段。
2023年6月6日凌晨03时10分，天舟五号货运飞船再次成功对接于天宫空间站天和核心舱前向端口。
2023年9月11日16时46分，天舟五号货运飞船撤离空间站组合体，转入独立飞行。
2023年9月12日9时13分，天舟五号货运飞船已受控再入大气层。货运飞船绝大部分器部件在再入大气层过程中烧蚀销毁，少量残骸落入南太平洋预定安全海域。

## 运载物
此次天舟五号任务的上行运输共装载了8个贮箱的物资（此前天舟三号及四号任务均为4个贮箱），总重约6.7吨。飞船装载了航天员系统、空间站系统、空间应用领域等货物，共计约5吨；携带补加推进剂约1.4吨；此外还搭载了3项实验和5台载荷设备，其中包括2个细胞实验单元的增设安装。除了为神舟十五号乘组三人6个月在轨驻留、空间站组装建造和空间应用领域提供物资保障之外，还为在轨生活5个多月的神舟十四号三名航天员送去了新鲜的蔬果。
- 物资总重：6.7吨
  - 上行货物：5吨
  - 推进剂：1.4吨

## 图集

研制中的天舟五号飞船
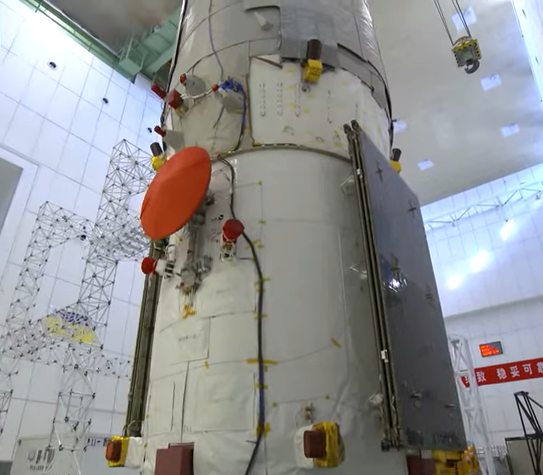
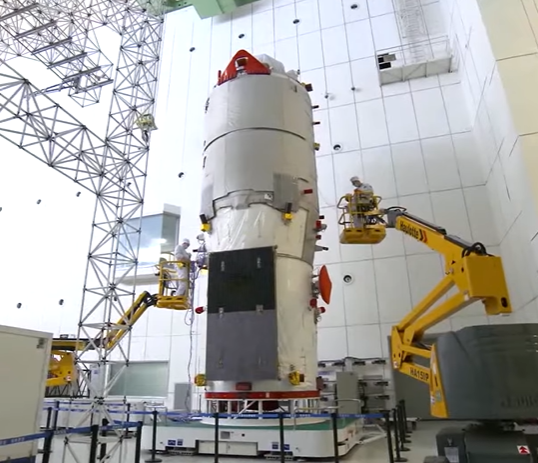
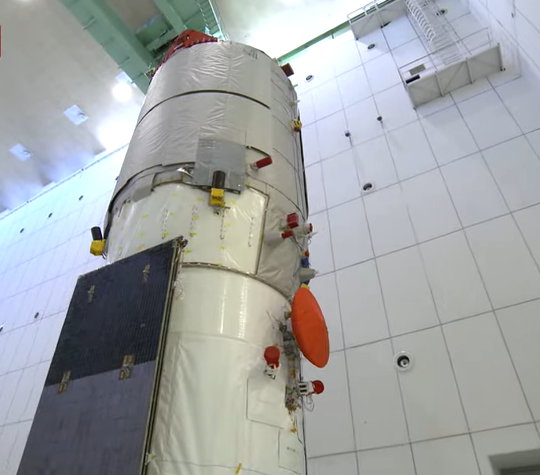
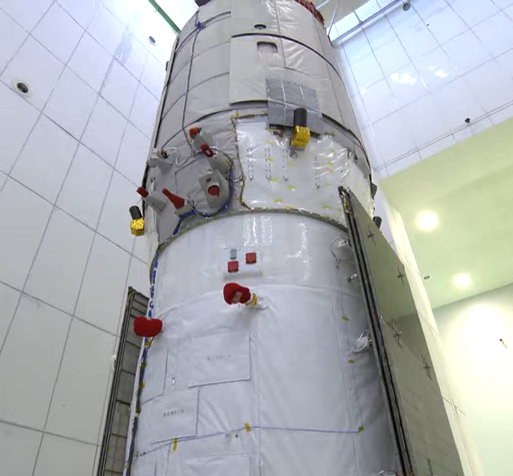
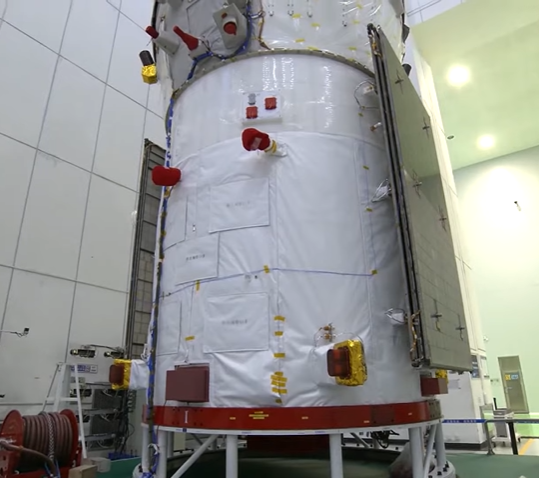